# Sat de vacanță
Un sat de vacanță este o structură turistică.

## Listă de sate de vacanță din România
- Satul de vacanță Boga, județul Bihor - vezi Fâneața Izvoarelor Crișul Pietros [1][2]
- Satul Sub Piatră, județul Alba - vezi Comuna Sălciua, Alba [3][4]
- Cheile Cibinului [5]
- Băile Perșani [6]
- Frații Jderi din Munții Lotrului [7]
- Satul de vacanță "Delfinul" din Sfântu Gheorghe, Tulcea [8]
- Portița, un sat de vacanță construit pe limba de pământ dintre Lacul Razelm, Lacul Golovița și mare [9]
- Satul de vacanță Delta de pe litoral [10]
- Satul de vacanță construit de politicianul Sorin Frunzăverde în Parcul Național Semenic - Cheile Carașului [11]
- Coada Lacului, vezi Barajul Leșu
- Vârtop, vezi Nucet
- Șirnea
- Fundata
- Lerești
- Vatra Moldoviței
- Bogdan Vodă
- Sibiel
- Murighiol
- Crișan

Sate de vacanță în construcție sau în proiect
- Cetățeanul german Volker Bulitta, fost economist, care s-a stabilit de mai mulți ani în comuna Botiza, la poalele Munților Țibleșului, urmează să construiască un sat de vacanță arahaic.[12][13]
- Ostrovul Vană din dreptul localității Rast, județul Dolj [14]
- Satul de vacanță Băndoiu din Insula Mare a Brăilei [15]
- Primăria Vișeului de Sus vrea să facă un sat de vacanță pe Valea Vaserului [16]

Sate de vacanță dispărute
- Aurora Banatului

## Sate de vacanță în Cosmos
În anul 2016, Agenția Spațială Europeană a anunțat că vrea să construiască un sat de vacanță pe Lună.